# Landwind Xiaoyao

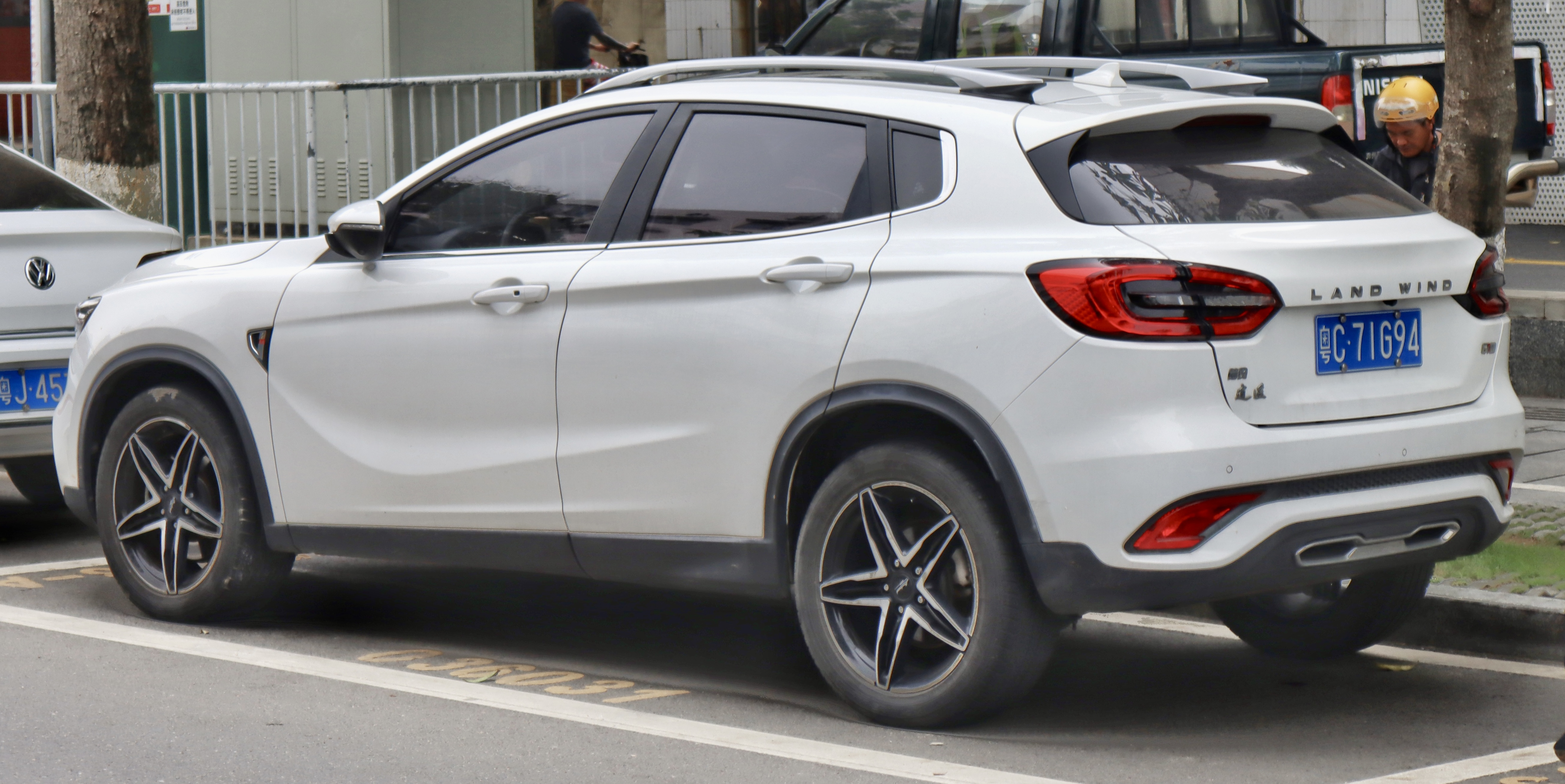
Вид сзади

Landwind Xiaoyao (逍遙) — компактный кроссовер, производившийся в 2018—2021 годах китайской компанией Landwind.

## Описание
Landwind Xiaoyao впервые был представлен в 2016 году на автосалоне в Гуанчжоу. Предсерийный экземпляр был представлен в 2017 году в Чэнду.
В иерархии автомобиль занимал промежуток между Landwind X2 и Landwind X7. Цены варьировались от 76900 до 121700 юаней.
При разработке автомобиля компания ориентировалась на Mercedes-Benz GLA.

## Технические характеристики
|                           | 1.5 T                               | 1.5 GTDI                                 |
| Годы производства         | 01.2018—02.2020                     | 01.2018—02.2020                          |
| Тип                       | Бензиновый (R4)                     | Бензиновый (R4)                          |
| Объём                     | 1468 см³                            | 1490 см³                                 |
| Степень сжатия            | 9,0 : 1                             | 9,5 : 1                                  |
| Мощность                  | 110 кВт (150 л. с.) при 5000 об/мин | 120 кВт (163 л. с.) при 5400—5700 об/мин |
| Крутящий момент           | 210 Н⋅м при 2500–4500 об/мин        | 250 Н⋅м при 1500–4000 об/мин             |
| Привод                    | Передний                            | Передний                                 |
| Трансмиссия               | 5-скор. АКПП                        | 6-скор. АКПП                             |
| Максимальная скорость     | 180 км/ч                            | 180 км/ч                                 |
| Разгон до 100 км/ч        |                                     | 9,6 сек.                                 |
| Расход топлива (л/100 км) | 7,5 л                               | 7,6 л                                    |
| Объём бака                | 55 л                                | 55 л                                     |